# Łabiszyn
Łabiszyn (Duits: Labischin) is een stad in het Poolse woiwodschap Koejavië-Pommeren, gelegen in de powiat Żniński. De oppervlakte bedraagt 2,91 km², het inwonertal 4403 (2005).